# Wojciech Starzyński
Wojciech Starzyński (ur. 23 września 1943 w Lidzie) – polski lekarz weterynarii, działacz społeczny i samorządowiec. Prezes Zarządu Fundacji „Rodzice Szkole”. Pomysłodawca i założyciel Społecznego Towarzystwa Oświatowego, wieloletni prezes STO (1989–2010). Współtwórca oświaty niepublicznej w Polsce.

## Życiorys
Urodził się w rodzinie kresowej na Nowogródczyźnie. Od 1968 do 2003 wykonywał zawód weterynarza. W latach 1980–1989 był przewodniczącym Komisji Zakładowej NSZZ „Solidarność” w Stołecznym Zakładzie Weterynarii. Przewodniczył także Krajowej Komisji Koordynacyjnej Pracowników Weterynarii NSZZ „Solidarność”. Uczestnik niezależnego ruchu wydawniczego, współpracownik oficyny NOWA 2. Po wprowadzeniu stanu wojennego internowany (od sierpnia do grudnia 1982) w obozach odosobnienia w Białołęce i Strzebielinku. W 1984 był pomysłodawcą oraz wydawcą, wspólnie z J. Fedorowiczem, M. Owsińskim i A. Witwickim, komiksu Solidarność – 500 pierwszych dni, za który wszyscy (pod pseud. Zespół 4R) otrzymali w 1985 Nagrodę Kulturalną „Solidarności”. W latach 1987–1989 był jednym z organizatorów niezależnego, działającego oficjalnie, ruchu obywatelskiego na rzecz nowoczesnej edukacji w Polsce, w tym oświaty niepublicznej.
W ramach STO (założonego w 1987) współpracował w programowaniu reformy oświaty z ministrem Henrykiem Samsonowiczem i kolejnymi ministrami edukacji narodowej; inicjator i projektodawca wielu nowych rozwiązań legislacyjnych w zakresie zarówno szkolnictwa publicznego, jak i niepublicznego. W 1991 współzałożyciel Wszechnicy Mazurskiej w Olecku – pierwszej niepublicznej uczelni wyższej na Mazurach, członek Senatu tejże uczelni. W latach 2001–2002 współtworzył STO-wski system mierzenia jakości pracy szkół w ramach programu „Teraz Polska Dobra Szkoła”. Przewodniczący Kapituły przyznającej certyfikaty opatrzone godłem „Schola Reipublicae”. Koordynator Komitetu Założycielskiego Ogólnopolskiego Forum Rodziców.
W latach 1997–2001 był doradcą premiera Jerzego Buzka ds. organizacji pozarządowych i edukacji narodowej. Od 1998 do 2000 był członkiem Rady Konsultacyjnej ds. Reformy Edukacji Narodowej przy Ministrze Edukacji Narodowej. Członek także Obywatelskiego Komitetu Edukacji Narodowej. W okresie 1998–2002 współtworzył ogólnopolski program „Rodzice w szkole”, nagrodzony w 2004 główną nagrodą w konkursie Pro publico bono na najlepszą inicjatywę obywatelską. W latach 2006–2010 był przewodniczącym Rady Fundacji „Rodzice Szkole”, w 2011 został jej prezesem.
Zasiadał we władzach krajowych Koalicji Konserwatywnej, Stronnictwa Konserwatywno-Ludowego, Przymierza Prawicy i następnie Prawa i Sprawiedliwości, z ramienia którego w 2002 został radnym m.st. Warszawy (jako radny był przewodniczącym Komisji Edukacji i Rodziny). W 1997 i 2005 bez powodzenia kandydował do Sejmu, a w 2006 uzyskał reelekcję do rady Warszawy. 14 grudnia 2007 zrezygnował z członkostwa w PiS, a w lutym 2008 współtworzył stowarzyszenie Mazowsze XXI, którego został prezesem. Zasiadał w radzie współtworzonego przez to stowarzyszenie Ruchu Obywatelskiego „Polska XXI”, który w styczniu 2010 przekształcił się w partię Polska Plus. Był jej skarbnikiem krajowym, a 25 września tego samego roku, wraz z większością członków rozwiązanej dzień wcześniej tej partii, przystąpił ponownie do PiS, zostając członkiem rady politycznej tego ugrupowania. W wyborach samorządowych w listopadzie tego samego roku bezskutecznie ubiegał się o reelekcję do rady Warszawy. W 2014 także nie uzyskał mandatu.
W październiku 2015 został członkiem Narodowej Rady Rozwoju powołanej przez prezydenta Andrzeja Dudę.
Autor kilkudziesięciu artykułów i publikacji dotyczących edukacji narodowej, w szczególności miejsca i roli rodziców w systemie oświaty.

## Odznaczenia i wyróżnienia
- 1990 – nagroda Polcul Fundation (za działalność wydawniczą i oświatową)
- 2001 – odznaka Zasłużony Działacz Kultury
- 2009 – Medal Komisji Edukacji Narodowej